# Idioma mursi
El mursi (también llamado dama, merdu, meritu, murzi o murzu) es una lengua nilo-sahariana del grupo súrmico, hablada en el sureste de Etiopía, por los mursi de la región Omo central. Está estrechamente relacionada con el suri, hablado en el área inmediatamente adyacente.